# Potęga miłości
Potęga miłości (hiszp. En cuerpo ajeno) – kolumbijska telenowela, emitowana na antenie Canal 1 w okresie od 2 stycznia 1992 roku do 25 lutego 1993 roku. W głównych, antagonistycznych rolach występują Amparo Grisales, Armando Gutiérrez, Danilo Santos, ze specjalnym udziałem Julio Mediny.
Pomimo późnej pory emisji (0 22:00 przez dwa miesiące) serial miał wysoki poziom oglądalności (70%), stając się drugą po telenoweli Café con aroma de mujer ze stacji Canal A najpopularniejszą produkcją w historii telewizji publicznej w Kolumbii, której głównymi konkurentami były telenowele: Inseparables i Sangre de lobos.

## Fabuła
Mieszkający w Bogocie starszy, bogaty i owdowiały milioner, Pedro José Donoso (Julio Medina), żeni się z dużo młodszą od siebie asystentką, Isabel Arroyo (Amparo Grisales), ryzykując nadszarpnięciem relacji ze swoją córką Ángelą (Erika Schütz) oraz opinii ze strony społeczeństwa, a także nie będąc świadomy, iż jego wybranka jest z nim dla pieniędzy oraz wraz ze swoim kochankiem, protegowanym Donoso, Andrésem Coronado (Armando Gutierrez).
Wkrótce zaczyna mieć liczne koszmary, w których występuje wieśniak, Salvador Cerinza (Danilo Santos), a zanim wołającą go żoną Cantalicią Muñetón (Constanza Gutiérrez). Jego przyjaciółka, wróżka, Gaetana Charra (Lucy Martínez), ostrzega go, że jest w niebezpieczeństwie.
Pewnego dnia po kłótni z córką, Donoso idzie do swojego gabinetu, w którym podczas gry na pianinie doznaje bólu w klatce piersiowej i umiera, dokładnie w tym samym czasie, co Salvador Cerinza w wyniku udaru. W dniu pogrzebu Donoso i Cerinzy duch Donoso przenosi się w ciało Cerinzy, budząc się w kondukcie pogrzebowym. Nieświadomi sytuacji żona, mieszkańcy wioski i miejscowy proboszcz podejrzewają, że jest on opętany przez diabła. Następnie w ciele wieśniaka ucieka z wioski i wraca do swojej posiadłości, gdzie odkrywa prawdę o otaczających go ludziach. Pisząc list polecający, podszywając się jako Pedro José Donoso zatrudnia się jako szofer Isabel, która wkrótce bierze ślub z Andrésem. W nocy wchodzi potajemnie do swojego gabinetu i gra na pianinie swoją znaną melodię w celu dręczenia swoich morderców.
Salvador wkrótce nawiązuje bliskie relacje z Isabel, coraz lepiej porozumiewa się ze swoją córką Ángelą, a także akceptuje jej związek z Antonio (Carlos Congote), synem swojej gospodyni Abigaíl Domínguez (Maribel Abello), a także odkrywa, że jego kamerdyner Walter Franco (Alvaro Bayona), do którego miał pełne zaufanie, darzył go ukrytą nienawiścią oraz terroryzuje pozostały personel służby jego domu oraz to, że kuzynka Isabel, Valeria Macedo (Liesel Potdevin) jest skrycie w nim zakochana.

## Obsada
- Amparo Grisales – Isabel Arroyo Macedo / de Donoso / de Coronado
- Armando Gutierrez – Andres Corona
- Danilo Santos – Salvador Cerinza / Pedro José Donoso
- Julio Medina – Pedro José Donoso
- Maribel Abello[5] – Abigaíl Domínguez
- Ramiro Meneses – Simón Domínguez
- Álvaro Bayona – Walter Franco
- Erika Schütz – Ángela Donoso
- Carlos Congote – Antonio Domínguez
- Liesel Potdevin – Valeria Macedo
- Samara de Córdova – Rebeca Macedo
- Delfina Guido – Nina Macedo
- Lucy Martínez – Gaetana Charry
- Julio Pachón – Jardinero
- Constanza Gutiérrez – Cantalicia Muñetón
- María Eugenia Arboleda – Guadalupe „Lupe”
- Rosalba Goenaga – Farah Amin
- Alberto Saavedra – Evelio Ramírez
- Stella Rivero – Doña Lilia
- Carmen Marina Torres – Victoria „Vicky”
- Ricardo Gómez – Camilo
- Andrés Felipe Martínez – Sacerdote
- Diana Catalina Bolaños – Margarita
- Iris Oyola
- Inés Prieto
- Sandra Mónica Cubillos
- Miguel Alfonso Murillo
- Álvaro García Trujillo
- Santiago García
- Luis Hernando Forero
- Luis Visbet López
- Raul Cuellar
- Gustavo Pizarro
- Álvaro Ruiz
- Carlos Echevarria
- Diego Vélez
- Luces Velásquez
- John Alex Toro
- Xilena Aycardi
- Marcela Carvajal[6]
- Fernando Arévalo
- Carlos Velázquez
- Ignacio Rodriguez
- Tirza Pacheco

## Nagrody

### Nagroda TVyNovelas
- 1993: Najlepsza opera mydlana (Nominacja)
- 1993: Najlepsza aktorka pierwszoplanowa – Amparo Grisales (Nominacja)
- 1993: Najlepszy aktor pierwszoplanowy – Danilo Santos (Wygrana)
- 1993: Najlepszy aktor drugoplanowy – Álvaro Bayona (Wygrana)
- 1993: Najlepszy aktor debiutant – Carlos Congote (Nominacja)
- 1993: Najlepszy reżyser telenoweli – Darios Vargas (Nominacja)

### Nagroda Simón Bolívar de Televisión
- 1993: Najlepszy motyw muzyczny – Germán Arrieta (Wygrana)

### Wersje
- W 2005 roku powstał remake pt. Prawo pożądania, produkcji amerykańskiej sieci telewizyjnej Telemundo. W głównych rolach występowali: Mario Cimarro, Andrés García oraz Lorena Rojas. Ta wersja została przepisana przez tego samego autora Julio Jiméneza wraz z Ivanem Martínez Lozano.
- W 2014 roku powstała druga wersja pt. En Otra Piel, produkcji amerykańskiej sieci telewizyjnej Telemundo oraz dystrybucji Argos Comunicación i Telemundo Studios w Miami. W głównych rolach występowali: María Elisa Camargo, David Chocarro i Laura Flores. Scenarzystami serialu są: Basilio Álvarez, Eduardo Macías i Laura Sosa.
- W 2015 roku powstała ormiańska wersja serialu pt. Stranger's Soul.
- W 2016 roku powstała ugandyjska wersja serialu pt. Druga szansa, produkcji NTV.
- W 2018 roku powstała trzecia wersja pt. Miłość po grób, produkcji meksykańskiej spółki medialnej Televisa amerykańskiej stacji telewizyjnej Univision. W głównych rolach występowali: Alexis Ayali, Angelique Boyer, Michel Brown, a także w antagonistycznych rolach: Claudia Martín i Alejandro Nones. Scenarzystą serialu jest Leonardo Padrón.